# Palazzo Du Mesnil
Le Palazzo Du Mesnil est un bâtiment historique de Naples, situé via Chiatamone (avec une entrée secondaire au 10 Via Partenope), dans le quartier de San Ferdinando. Au XXIe siècle, elle abritait le Rectorat de l'Université "L'Orientale" . 

## Histoire et description
Le bâtiment a été construit par l'ingénieur français Alexis Arrougé sur commande des frères d'une famille noble d'origine belge Ermanno et Oscar Du Mesnil, dont il tire son nom. Les frères Du Mesnil, entrepreneurs et urbanistes, ont construit le remblai marin pour le compte de la municipalité de Naples qui a étendu la terre ferme de la ville de Mergellina à l'actuel Borgo Santa Lucia, obtenant en échange la concession de construire sur les nouveaux terrains. La plupart des bâtiments que l'on peut actuellement voir à Santa Lucia, viale Gramsci et via Caracciolo ont été conçus par Oscar Du Mesnil, qui était également responsable du palais que les frères utilisaient à des fins de représentation pour les invités et les fêtes. Construit dans les années 1870, le palais était initialement limité au rez-de-chaussée et au premier étage; au début du nouveau siècle, les deux autres étages ont été construits en respectant la conception et les matériaux de la façade d'origine.
L'Université L'Orientale, à la recherche de nouveaux espaces, a acheté le bâtiment en 2000. Elle a ensuite déplacé les locaux du Rectorat dans les salles représentatives. Au palais Du Mesnil se tiennent aujourd'hui les cérémonies des diplômes honorifiques de l'Orientale et les sessions du sénat académique et du conseil d'administration. Il abrite également les archives historiques de l'Université en vue de l'utiliser comme bibliothèque. 
Les intérieurs, d'un raffinement remarquable, ont été soumis à la contrainte de la Surintendance du Patrimoine Artistique en 1989. Plafonds à caissons et belles fresques sont conservés dans différentes pièces du bâtiment (ces dernières ont été réalisées par Paolo Vetri et Joseph Mazerolle). En 2008, la restauration de la façade de la via Partenope a été achevée, pour des raisons de sécurité en raison de la chute de gravats. 
En 2012, le musée oriental Umberto Scerrato a été inauguré, occupant tout le rez-de-chaussée du bâtiment.